# 甘肃行政长官列表
下表列出甘肃省自1912年起历任行政长官：

## 中華民國

### 军政长官
甘肅臨時軍政府都督
- 黃鉞

甘肅都督府都督
- 趙惟熙（署）
- 張炳華（護）
- 張廣建（署）

加將軍銜督理甘肅軍務
- 張廣建

甘肅督軍府督軍
- 張廣建
- 蔡成勳（未到任前陸洪濤護）
- 陸洪濤

督辦甘肅軍務善後事宜
- 陸洪濤
- 馮玉祥（劉郁芬代）
- 李鳴鐘（劉郁芬代）

### 民政长官
甘肅行政公署民政長
- 趙惟熙
- 張炳華（護）
- 張廣建

甘肅巡按使公署巡按使
- 張廣建

甘肅省長公署省長
- 張廣建
- 蔡成勳（未到任前陳誾護）
- 潘齡皋
- 林錫光（護）
- 林錫光（署）
- 陸洪濤
- 楊思（代）
- 薛篤弼（未到任前楊思護）

## 中華民國
北洋时期，甘肃省地方军阀林立、拥兵自重，号称“八镇”：
- 陇东镇守使张兆鉀
- 陇南镇守使孔繁锦
- 宁夏镇守使马鸿宾
- 甘边宁海镇守使马麒
- 河州镇守使裴建准
- 凉州镇守使马廷勷
- 甘州镇守使马麟
- 肃州镇守使吴桐仁

北伐战争时，冯玉祥任西北边防督办。推动宁夏、青海分立建省。1927年，中华民国甘肃省长公署改为甘南省政府，省长公署省长为省政府主席。刘郁芬任甘肃省政府主席。1930年中原大战冯系垮台，1931年1月15日蒋介石任命马鸿宾代理省主席，后正式任命为省主席，以阻止陕西杨虎城染指甘肃。1931年8月25日，新八师师长雷中田发动了军事政变，扣押马鸿宾，推举马文车为代理省主席，雷中田自任甘肃省保安司令。史称“雷马事变”，这证明汉族军阀不接受宁马控制省政。1931年11月吴佩孚到兰州活动。蒋介石当即指示陕西的杨虎城派兵进入甘肃控制局势。孙蔚如率第17师入甘，马青苑师进驻天水。地方军阀陈珪璋、鲁大昌也出兵反雷。雷中田出逃。孙蔚如组织甘肃省临时委员会，自任委员长。1932年元月，蒋介石任命孙蔚如为甘肃省宣慰史、代理省主席。陈珪璋发动地方势力推动“甘人治甘、陕军回陕”运动倒孙。1932年元宵节，孙蔚如捕杀陈珪璋，陈部溃散，杨虎城陕军正式控制甘肃。杨虎城向中央推荐由民国元老邵力子担任甘肃省主席。蒋介石于1931年12月任命邵力子担任甘肃省主席。由于邵力子毫无控制甘肃实权派的办法，绝望之际，于1932年11月自动离职。省主席职务由邓宝珊代理。
1933年初，中央军胡宗南部第1师调入甘肃，控制了天水至兰州一线要点；陕军孙蔚如部调回汉中。1933年5月，蒋介石决定调江西省主席朱绍良担任甘肃省主席，掌握局势、“开发西北”、建设抗战后方。1933年6月，朱绍良履职，兼任省民政厅长。8月1日，朱绍良兼任驻甘绥靖公署主任，负责甘宁青三省军事。8月31日朱绍良兼任甘肃省整理党务委员。
1935年12月，朱绍良辞去甘肃省主席，专任驻甘绥靖公署主任兼任西北剿匪总司令部第一路总指挥官。由西北剿匪副总司令张学良的二把手于学忠接任甘肃省主席。于学忠此前任河北省主席、第51军军长，由于何梅协定日本驱逐了在平津冀的东北军系统势力。西安事变和平解决后，朱绍良于1937年1月在天水就任第三集团军司令，整合在甘的中央军、地方军阀力量威慑张、杨。于学忠被蒋介石“撤职留任”。1937年3月30日，朱绍良被再次任命为甘肃省主席，由于对于学忠矛盾尖锐，坚决不就任，由教育厅长田炯锦代理。
1937年11月，日军进犯绥西，企图切断西北国际大通道。蒋介石下令组建第八战区，自兼战区司令长官，朱绍良任副司令长官。1937年12月，朱绍良兼任甘肃省主席。1940年朱绍良辞任省主席，专任军事，由谷正伦为省政府主席，秘书长王淑芳。1946年1月郭寄峤出任军事委员会西北行营副主任，旋任国防部参谋次长。嗣后于1947年11月至1949年任甘肃省政府主席兼西北军政副长官。1949年7月28日，任命的省主席马鸿逵未到任，由丁宜中代职。11月25日，国民党广州行政院来电任命驻武都119军军长王治岐为甘肃省政府主席。
甘肅省政府主席
- 劉郁芬（孫連仲代，1927年6月－1930年11月）
- 孫連仲（馮玉祥任命）1929年6月－1931年8月）
- 馬鴻賓（1931年8月－1931年11月）
- 于學忠（1931年11月－1931年12月15日）
- 邵力子（1931年12月15日－1937年3月30日）
- 朱紹良（1937年3月30日－1940年）
- 谷正倫（1940年－1946年）
- 郭寄嶠（1946年－1949年）
- 馬鴻逵（1949年－1949年12月2日）

## 中华人民共和国
| 姓名   | 籍贯       | 在任时间              | 曾任最高职务                             | 备注                                                    |
| ------ | ---------- | --------------------- | ---------------------------------------- | ------------------------------------------------------- |
| 王世泰 | 陕西洛川   | 1949年7月－1950年1月  | 中共中央顾问委员会委员                   | 省人民政府主席 2008年3月14日在海口逝世                  |
| 邓宝珊 | 甘肃天水   | 1950年1月－1967年5月  | 甘肃省省长                               | 1954年12月以前称省人民政府主席 1968年11月27日在北京逝世 |
| 冼恒汉 | 广西田阳   | 1967年5月－1977年1月  | 中共甘肃省委第一书记                     | 1991年11月19日在兰州逝世                                |
| 宋 平  | 山东莒县   | 1977年1月－1979年12月 | 中共中央政治局常委                       | 革委会主任                                              |
| 冯纪新 | 安徽金寨   | 1979年12月－1981年1月 | 中共甘肃省委第一书记                     | 2005年8月3日在北京逝世                                  |
| 李登瀛 | 陕西神木   | 1981年1月－1983年4月  | 中共甘肃省委书记                         | 1996年3月27日在北京逝世                                 |
| 陈光毅 | 福建莆田   | 1983年4月－1986年5月  | 中共福建省委书记                         |                                                         |
| 贾志杰 | 吉林扶余   | 1986年5月－1993年1月  | 中共湖北省委书记                         |                                                         |
| 阎海旺 | 河南郑州   | 1993年1月－1993年9月  | 中共甘肃省委书记                         |                                                         |
| 张吾乐 | 河北安新   | 1993年9月－1996年7月  | 全国政协常委                             |                                                         |
| 孙 英  | 天津宝坻   | 1996年7月－1998年4月  | 中共中央党史研究室主任                   |                                                         |
| 宋照肃 | 河南南阳   | 1998年4月－2001年1月  | 中共甘肃省委书记                         |                                                         |
| 陆 浩  | 河北昌黎   | 2001年1月－2006年10月 | 中共甘肃省委书记，省人大常委会主任       |                                                         |
| 徐守盛 | 江苏如东   | 2006年10月－2010年7月 | 中共湖南省委书记，省人大常委会主任       | 2020年12月5日在南京逝世                                 |
| 刘伟平 | 黑龙江富锦 | 2010年7月－2016年4月  | 中国科学院党组副书记，副院长（正部长级） | 2010年7月－2011年1月間為代省长                          |
| 林 鐸  | 山東菏泽市 | 2016年4月－2017年4月  | 现任全国人大华侨委员会副主任委员         | 中共甘肅省委書記，省人大常委会主任                      |
| 唐仁健 | 重慶       | 2017年4月－2020年12月 | 农业农村部部长                           | 2024年11月15日被开除党籍                                |
| 任振鹤 | 湖北鹤峰   | 2020年12月－          | 现任中共甘肃省委副书记，省人民政府省长   |                                                         |